# Festmachen

Längsseits Festmachen am Kai

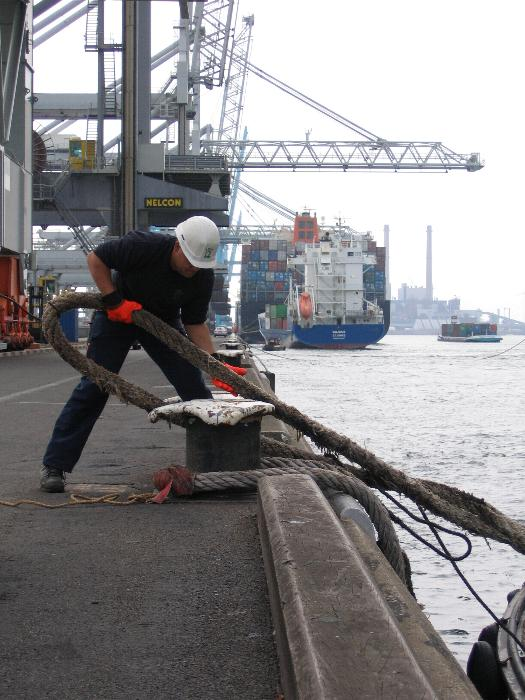
Schiffsbefestiger belegt eine Festmachertrosse an einem Poller

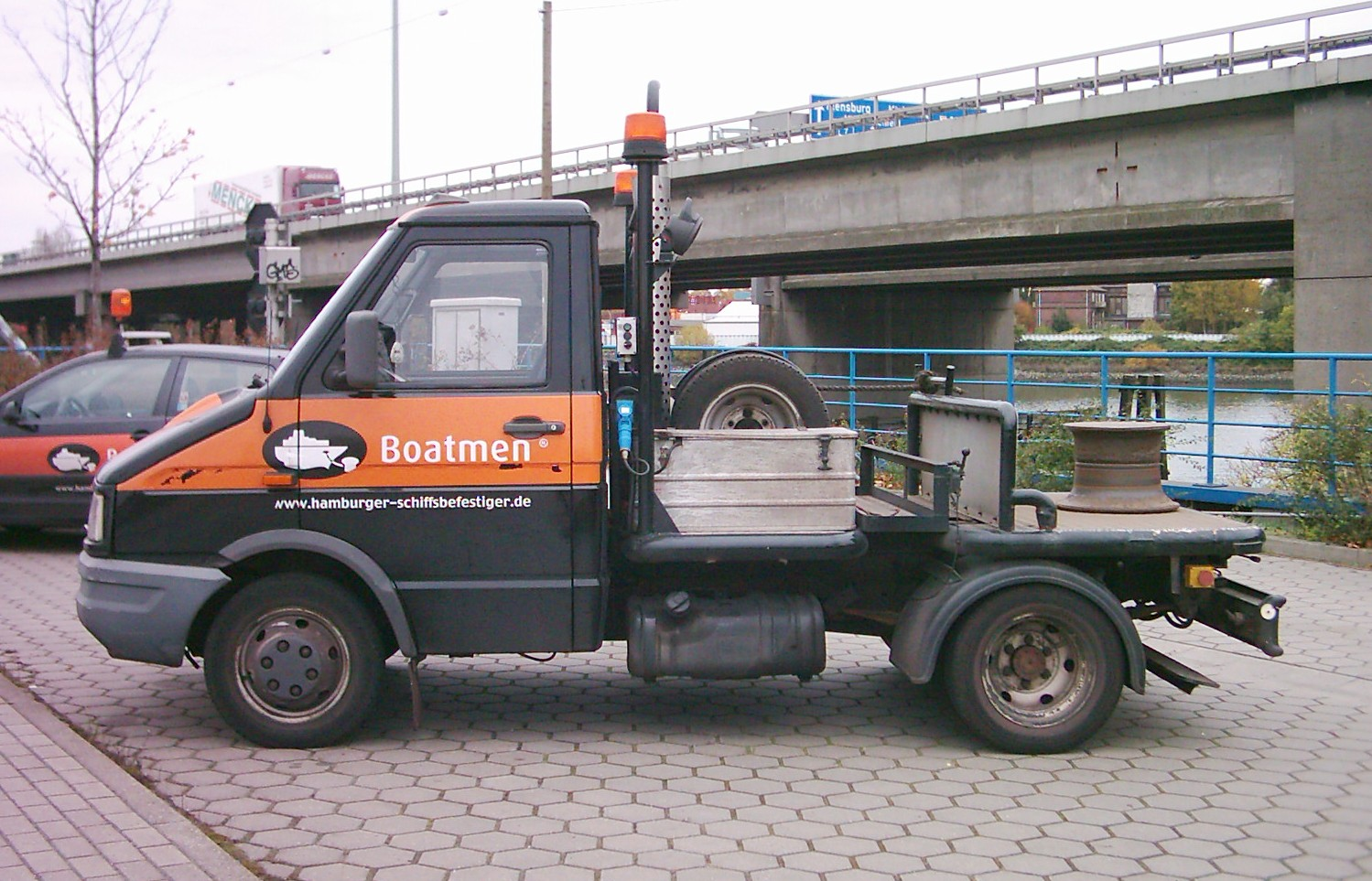
Windenfahrzeug der Hamburger Schiffsbefestiger

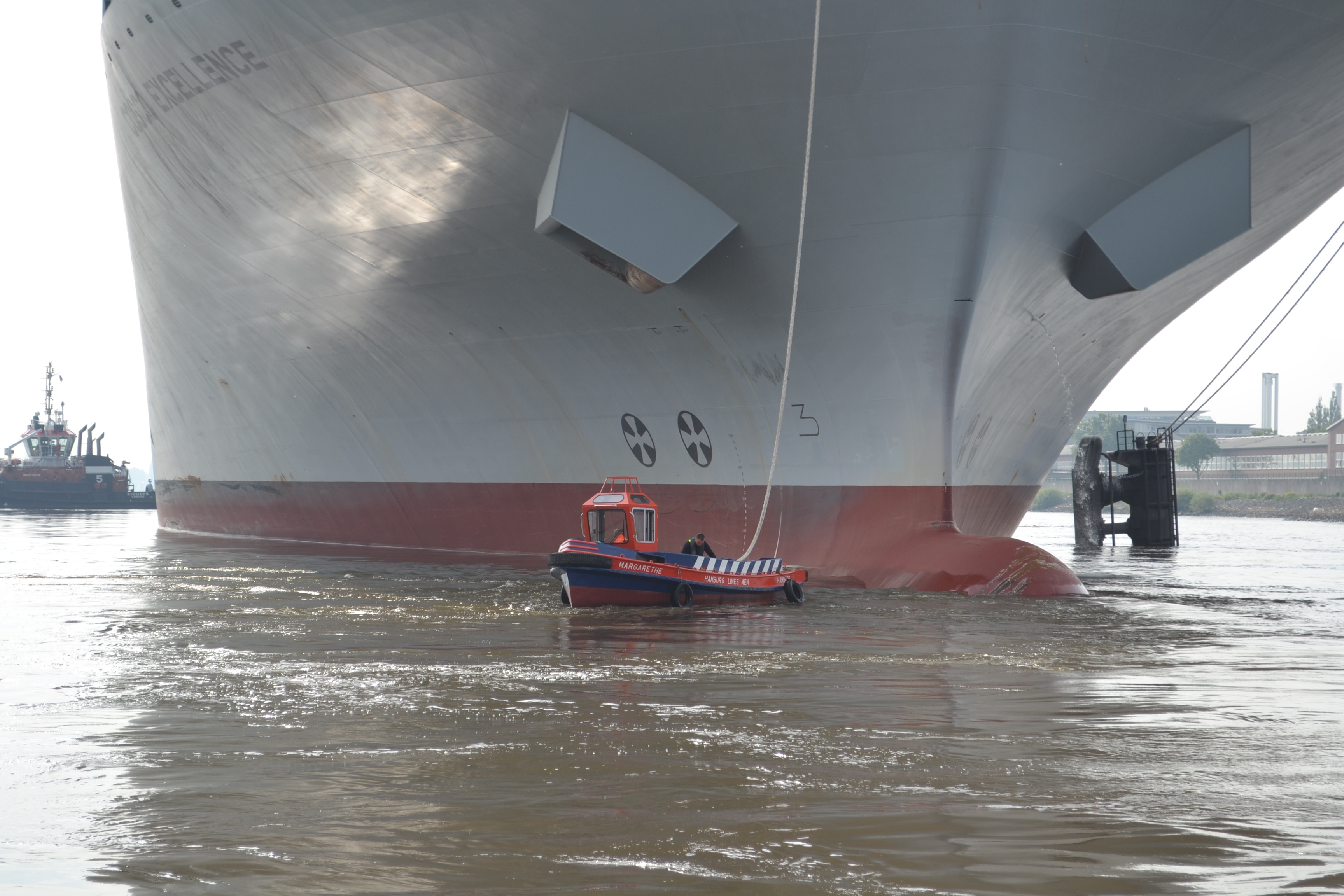
Decksmann auf dem Festmacherboot „Margarethe“ der Hamburg Lines Men

Das Festmachen ist ein Manöver in der Schifffahrt, das zur Sicherung des Wasserfahrzeuges an festen Gegenständen, meist an Land oder im Meeresgrund verankert, dient. Dieser Platz wird Liegeplatz genannt. Dabei wird das Fahrzeug in aller Regel vertäut. Ziel ist die Fixierung des Fahrzeuges, also der Schutz vor unerwünschtem „Wegschwimmen“.

## Vorgang
Nach der Auswahl des Liegeplatzes (ausreichende Wassertiefe) und dem Anlegemanöver erfolgt das eigentliche Festmachen auf dem Kai oder der Pier. Damit das Schiff sicher liegt, wird es je nach Größe mit einer oder mehreren Vorleinen,  Achterleinen,  Vorsprings und  Achtersprings am Ufer festgemacht. Ein Schiffsbefestiger muss für seine Arbeit wissen, welche Poller in welcher Reihenfolge benutzt werden und wo ein Aufenthalt lebensgefährlich sein kann, falls eine Festmacherleine bricht (reißt) und ihn erschlagen könnte. Große Schiffe werden teilweise zwischen Vor-/Achterleine und Spring jeweils zusätzlich mit einer „Brust“- oder Querleine stabilisiert. Hierbei kann ein Festmacherboot zum Einsatz kommen. Für schwere Trossen kann er auch an Land eine fahrzeuggebundene Winde einsetzen.
Für jede Festmacherleine wird dem Festmacher eine Wurfleine zugeworfen, die mit einer Affenfaust (oder Ähnlichem) beschwert ist, damit sie weit genug und trotz Winds in die richtige Richtung fliegt. Mit der Wurfleine zieht er das Auge der Festmacherleine zu sich heran und legt es über den richtigen Poller. Danach ist es Sache der Schiffsbesatzung, die Festmacherleine mit einer Winde oder einem Spill durchzuholen und bordseitig zu befestigen. Bei größeren Schiffen werden gleichlaufende Festmacherleinen, auch Trossen genannt, verwendet, um die Zugkräfte aufzuteilen, die durch den Winddruck auf die Schiffsaufbauten, die Takelage und die Schiffsladung entstehen.
Bei großen Schiffen werden sie auf einem Poller belegt oder kommen von einer Seilwinde. Am Schiffsrumpf werden sie meist durch eine Klüse geführt. In der Sportschifffahrt werden die Festmacherleinen schiffsseitig an einer Klampe befestigt (Belegen an einer Klampe).

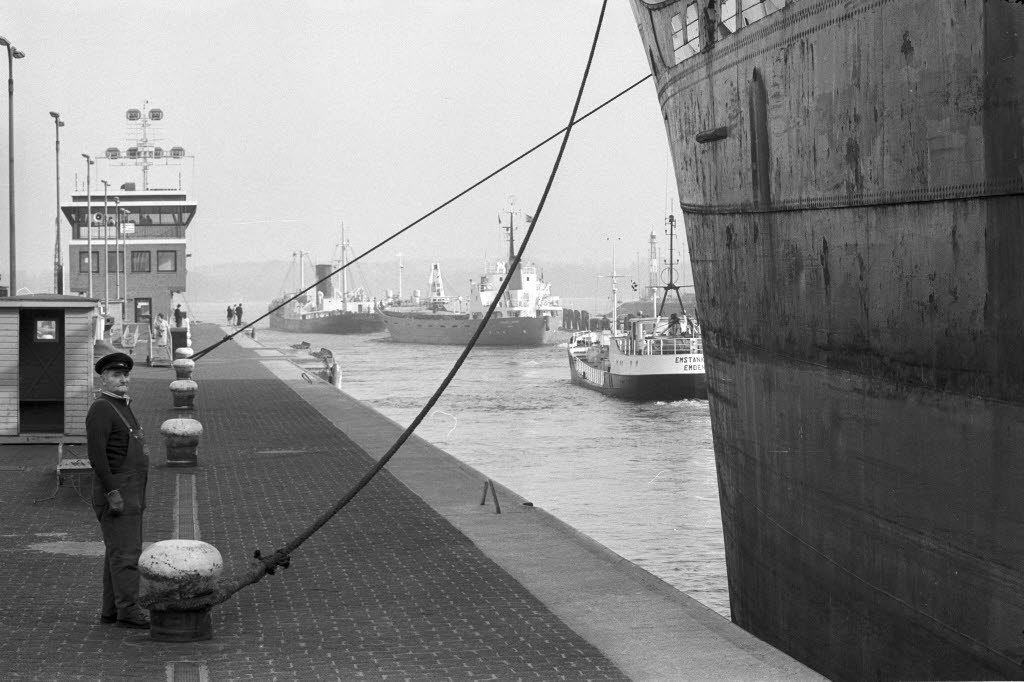
Festmacher in der Holtenauer Schleuse (1974)

Landseitig werden die dicken Festmacherleinen oder Stahltrossen an Pollern oder Ringen befestigt. Stahltrossen und schwere Festmacher aus Kunststoff werden mit einer Wurfleine an Land gezogen. Sie haben am Ende ein gespleißtes Auge (Schlaufe), das vom Schiffsbefestiger über den Poller gelegt wird. In der Sportschifffahrt werden Festmacherleinen an Land mit einem Palstek, mit einem doppelten Rundtörn mit zwei halben Schlägen oder mit einem Webeleinenstek am Poller festgemacht oder mit einem Roringstek am Ring.
Damit der Schiffsrumpf am Liegeplatz nicht scheuert, werden zwischen Rumpf und Kai-Wand Fender oder Autoreifen befestigt. Damit bei Platzmangel ein anders Schiff am eigenen Schiff anlegen kann, werden bei Sportbooten an der äußeren Anlegeseite ebenfalls Fender befestigt.
Wasserfahrzeuge können auch im Päckchen längsseits eines anderen Fahrzeuges festmachen und haben somit nur indirekt eine Verbindung zum Land. Das Festmachen ist ferner an Dalben, Bojen und Stegen möglich.

## Rückwärts anlegen
Beim Rückwärts-Anlegen wird das Schiff zwischen Anker mit einer Ankerkette und am Ufer mit zwei Achterleinen festgemacht. Üblich ist diese Art bei Fähren, RoRo-Schiffen und bei Sportbooten in südlichen Ländern. Bei Sportbooten kann mit dieser Methode genügend Abstand vom Ufer erreicht werden, wenn am Ufer die Wassertiefe zu gering ist. In Ankerbuchten wird oft eine Leine zu einem Baum, einem Felsvorsprung oder zu einem Sandanker am Ufer gespannt. Die Achterleine wird manchmal mit einem Beiboot oder schwimmend zum Ufer gebracht.

## Vakuumfestmacher
Große Häfen verfügen über moderne landseitige Vakuumfestmacher, die vor allem zum Festmachen von Frachtschiffen in Häfen verwendet werden. Dabei wird der Schiffskörper von hohlen flexiblen Kissen angesaugt und bietet so ein rasches Festmachen. Die Kissen fixieren den Schiffsrumpf seitlich etwa auf Kaihöhe.

## Ablegen
Die entsprechende Tätigkeit bei ablegenden Schiffen heißt Losbinden als Gegensatz zum Festbinden und dauert nur wenige Minuten.

## Beruf und Ausbildung
Die entsprechende Tätigkeit wird als Schiffsbefestiger oder Festmacher bezeichnet.
Im Hamburger Hafen sind Festmacher selbständige Unternehmer und teilweise in der Arbeitsgemeinschaft Hamburger Schiffsbefestiger zusammengeschlossen. Sie suchen ihre Einsatzorte mit dem Auto oder mit eigenen Festmacherbooten auf.
Vor 2006 gab es in Deutschland keine geregelte Ausbildung zur Tätigkeit des Schiffsbefestigers, es wurde stattdessen Erfahrung im seemännischen Dienst erwartet. Seither ist die Tätigkeit im Ausbildungsberuf des Hafenschiffers integriert.